# Come sono diventato un supereroe
Come sono diventato un supereroe (Comment je suis devenu super-héros) è un film del 2020 diretto da Douglas Attal.
Basatò sul romanzo di Gérald Bronner, Il film è stato distribuito nel 2021 su Netflix.

## Trama
A Parigi nel 2020, i superuomini sono ormai perfettamente integrati nella società. Il tenente Moreau ha il compito di indagare sugli incidenti causati da una misteriosa sostanza che conferisce superpoteri a coloro che non li hanno. Deve fare squadra con Cécile Schaltzmann, una nuova recluta appena arrivata dalla brigata finanziaria. I due poliziotti potranno contare sull'aiuto di Montée Carlo e Callista, due ex vigilanti, per fermare il traffico di questa sostanza. Ma l'indagine diventerà più complicata quando il passato di Moreau riemergerà.

## Produzione

### Genesi e sviluppo
La sceneggiatura è ispirata al romanzo Come sono diventato un supereroe di Gérald Bronner, pubblicato nel 2007. Il film è stato menzionato per la prima volta al Paris Comic Con del 2015 dal regista Douglas Attal, dai suoi co-sceneggiatori e dal produttore Alain Attal. Un trailer promozionale di prova è stato poi presentato ai fan presenti con Grégory Gadebois e Pascal Demolon nei rispettivi ruoli dei supereroi Titan e Monte-Carlo. Il produttore Alain Attal spiega che questo progetto "non mira a scimmiottare i supereroi Marvel senza i mezzi degli studios americani. Mira a trovare un'alternativa in un universo realistico, per un'opera che parla della nostra cultura con una metafora della nostra società e che mette in discussione la nozione di eroismo". Il regista Douglas Attal cita Watchmen, Batman e Daredevil come influenze per gli aspetti urban e per i loro lati "tormentati". Anche la trama del romanzo viene "trasferita" dagli Stati Uniti a Parigi.
Nel maggio 2018, il cast è stato svelato con l'arrivo di Pio Marmaï e Leïla Bekhti nei ruoli principali e anche Benoît Poelvoorde, Vimala Pons e Benjamin Lavernhe. Alla fine, Benjamin Lavernhe ha abbondonato il progetto, venendo sostituito da Swann Arlaud nel ruolo dell'antagonista principale.

### Riprese
Le riprese si sono svolte a Parigi e nell'Île-de-France, da marzo a giugno 2019.

### Promozione
Il primo trailer è stato svelato al Comic Con di Parigi nell'ottobre 2019.

## Distribuzione
Il film sarebbe dovuto uscire il 14 ottobre 2020 in Francia, tuttavia, è stato posticipato al 16 dicembre 2020 dalla Warner Bros., lo studio è stato costretto a rivedere il suo programma di uscita a causa della pandemia di Covid-19 che ha portato al rinvio di molti film. Dopo l'annuncio di una seconda chiusura dei cinema in Francia, Warner ha nuovamente posticipato l'uscita al 21 aprile 2021. Il 20 aprile 2021, la Warner Bros. ha annunciato che il film sarebbe finalmente uscito direttamente su Netflix il 9 luglio 2021.

## Riconoscimenti
- Festival del Cinema Americano di Deauville 2020: Selezione Ufficiale "Film de clôture"[10]